# Coscinasterias muricata
Coscinasterias muricata is een zeester uit de familie Asteriidae.
De wetenschappelijke naam van de soort werd in 1870 gepubliceerd door Addison Emery Verrill.